# Márk Kosznovszky
Márk Kosznovszky, né le 17 avril 2002 à Budapest en Hongrie, est un footballeur hongrois qui évolue au poste de milieu central au Portsmouth FC.

## Biographie

### En club
Né à Budapest en Hongrie, Márk Kosznovszky est formé par le MTK Budapest avant de poursuivre sa formation en Italie du côté du Parme Calcio. Il joue son premier match en professionnel avec ce club le 22 mai 2021, lors d'une rencontre de championnat contre la Sampdoria de Gênes. Il est titularisé lors de ce match où son équipe est battue par trois buts à zéro,.
Le 27 juillet 2021, Márk Kosznovszky fait son retour dans son club formateur du MTK Budapest.

### En sélection
Márk Kosznovszky représente la Hongrie en sélection. Il commence avec les moins de 16 ans, jouant trois matchs en 2017.
Il joue son premier match avec l'équipe de Hongrie espoirs le 17 novembre 2022, contre l'Azerbaïdjan. Il est titularisé et son équipe s'impose par trois buts à zéro.